# Speak (album No-Man)
Speak to kompilacja brytyjskiego grupy muzycznej No-Man z 1993 roku. Wydawnictwo zawiera wczesne nagrania duetu z lat 1988-1989.

## Geneza
Utwory składające się na Speak zostały zarejestrowane w sypialni Stevena Wilsona w jego domu rodzinnym w Hemel Hempstead. Członkowie No-Man spotykali się raz na miesiąc w weekendy w celu rejestracji nowych utworów, które Wilson oraz wokalista Tim Bowness pisali wspólnie. Wkrótce później dołączył do nich skrzypek Ben Coleman.
Kompilacja została wydana w kwietniu 1993 roku na kasecie przez własny label zespołu - Hidden Art. Grupa miała już wówczas na koncie debiutancki album Loveblows & Lovecries - A Confession wydany dwa lata wcześniej.
Podczas rejestracji Returning Jesus, czwartego albumu No-Man, duet postanowił odświeżyć brzmienie nagrań i wydać je ponownie. Bowness nagrał wówczas nowe wokale, zremiksowano całość, a dwa utwory nagrano na nowo ("Curtian Dream" i "Night Sky, Sweet Earth"). Z tracklisty usunięto także "Forest Almost Burning" i "Desert Heart", które duet przerobił na utwór "Close Your Eyes", który ukazał się na Returning Jesus. Dodano natomiast zarejestrowane podczas oryginalnych sesji utwory Nicka Drake'a i Donovana. Nowa wersja kompilacji z okładką autorstwa Carla Glovera ukazała się w sierpniu 1999 roku.
W wydaniu autorstwa Snapper Music z 2005 roku dodano także utwór pt. "The Hidden Art of Man Ray", improwizację zarejestrowaną w 1988 roku. 
Według oficjalnej strony zespołu, kompilacja ta pozostaje jednym z ulubionych dzieł Bownessa i Wilsona.

## Utwory

### Wydanie z 1993[3]:
Autorami wszystkich tekstów piosenek są Tim Bowness i Steven Wilson (wyjątki wymienione).
1. „Speak” (muz. S. Wilson, Ben Coleman) − 1:22
2. „Night Sky, Sweet Earth” − 6:00
3. „Iris Murdoch Cut Me Up” − 4:27
4. „Riverrun” − 3:44
5. „French Tree Terror Suspect” (muz. S. Wilson, B. Coleman) − 3:07
6. „Life with Picasso” (muz. Tim Bowness) − 3:24
7. „Curtain Dream” − 3:13
8. „Forest Almost Burning” (muz. S. Wilson, T. Bowness, Brian Hulse, Michael Bearpark, David K. Jones) − 4:01
9. „The Ballet Beast” − 1:23
10. „Heaven's Break” − 2:31
11. „Desert Heart” − 7:15
12. „Death and Dodgeson's Dreamchild” − 2:37

### Wydanie z 1999[4]:
Autorami wszystkich tekstów piosenek są Tim Bowness i Steven Wilson (wyjątki wymienione).
1. „Speak” (muz. S. Wilson, Ben Coleman) − 1:23
2. „Pink Moon” (sł i muz. Nick Drake) − 4:27
3. „Iris Murdoch Cut Me Up” − 4:27
4. „Curtain Dream” − 3:13
5. „Heaven's Break” − 2:31
6. „French Tree Terror Suspect” (muz. S. Wilson, B. Coleman) − 3:07
7. „River Man” (sł i muz. Donovan Leitch) − 3:44
8. „Riverrun” − 3:44
9. „The Ballet Beast” − 1:23
10. „Night Sky, Sweet Earth” − 6:00
11. „Life with Picasso” (muz. Tim Bowness) − 3:24
12. „Death and Dodgeson's Dreamchild” − 2:37

#### Utwór bonusowy na wydaniu z 2005:
1. "The Hidden Art of Man Ray" − 11:42

## Twórcy[1]
| No-Man - Tim Bowness – wokal, gitara elektryczna (11) - Steven Wilson – instrumenty, chórki (8,10) - Ben Coleman – skrzypce (1,6,10,13) - Stuart Blagden – gitara elektryczna (13) | Gościnnie wystąpili - Richard Felix – wiolonczela (6,9), harmonijka (5) - Brian Hulse – gitara elektryczna (8, tylko wersja z 1993) |